# Махмуд (астраханський хан)
Махмуд I (? — 1471 або 1476) — 3-й хан Великої Орди у 1459–1465 роках, 1-й астраханський хан у 1465—1476 роках.

## Життєпис
Походив з роду Тукатимуридів, гілки династії Чингізидів. Старший син Кічі-Мухаммеда, хана Великої Орди. 1459 року після смерті батька успадкував трон. Надав братові Ахмату землі у Середньому Надволжі, де той вів напівсамостійну політику.
Власне Махмуд I володів степами між Дніпром і Волгою. З огляду на це вимушений був протистояти кримському ханові Хаджі I Ґераю, що претендував на спадок Золотої Орди. Махмуд карбував власну монету, зокрема, відомий його дирхем з Увеку.
В 1465 Махмуд зібрався в похід на Велике князівство Московське або на південь Великого князівства Литовського (щодо цього тривають суперечки). При переправі через Дон він був атакований військами кримського хана, який завдав Махмудові поразки. Ймовірно цим скористався брат останнього — Ахмат — що захопив землі Великої Орди. Тому Махмуд відступив до Хаджи-Тархану, що був давнім улусом Тукатимуридів. В подальшому підтримував дружні стосунки зі своїми могутніми сусідами — Ногайською Ордою та Великою Ордою.
Збереглося його послання від 10 квітня 1466 року (писаного старотаттарською мовою) до османського султана Мехмеда II, в якому він пропонує султану мир і дружбу, мав на меті визнання самостійності Астраханського ханства. За різними відомостями помер у 1471 або 1476 році. Трон перейшов до його сина Касима I.